# Ou Ruessei Buon
Ou Ruessei Buon es una comuna (khum) del distrito de Prampi Makara, en la provincia de Nom Pen, Camboya. En marzo de 2008 tenía una población estimada de 9418 habitantes.
Se encuentra ubicada junto a los ríos Mekong y Bassac, al sur del lago Sap (Tonlé Sap).